# ワールドプレミアムボクシング
『ワールドプレミアムボクシング』は、日本テレビが制作し、同局系列で放送されるボクシング世界戦中継番組。および報知新聞社が後援するボクシング世界戦興行の名称。副題は『The REAL』（ザ・リアル）。なお、この興行にはWOWOWも後援に加わっている。

## 概要
日本テレビはキー局の中では、ボクシング中継を一番に力を入れている局である。主に帝拳プロモーションと提携して同ジムのボクシング興行に後援・協賛の形で参加している。また、この興行の模様は日テレCSチャンネル・日テレG+で『ダイナミックグローブスペシャル』として放送される。G+では、日テレに保存されている過去の世界戦などの名勝負フィルムを紹介する「ボクシングお宝名勝負」という番組も放送されている（この興行についてはダイナミックグローブ項目を参照のこと）。
第1回放送は2005年9月25日、横浜アリーナにて行われた長谷川穂積対ヘラルド・マルチネスと新井田豊対エリベルト・ゲホンのダブル世界戦であった。これ以降、日本テレビ系列地上波で中継される世界戦を『ワールドプレミアムボクシング』として放送している。
かつて放送されていたカードは、主に長谷川穂積、粟生隆寛、山中慎介の世界戦であった。彼らの試合は生中継、もしくはディレイ放送（プライムタイムで1 - 2時間枠だが、稀に日曜昼の関東ローカル枠となる場合もある。また、単発特別番組枠（「モクスペ」「金曜スーパープライム」）が設置されていた期間にはその枠内で放送されていた）され、この『ワールドプレミアムボクシング』枠での放送となる。また、これらの試合は後日、G+にて『G+ダイナミック+』のタイトルでディレイ中継も行われている。
日本テレビの放送対象地域である関東広域圏外の会場から中継される場合は、大阪なら読売テレビ、名古屋なら中京テレビなど系列局による制作協力の下、日本テレビ自社制作で放送する。解説・実況も日本テレビのスタッフで行うが、コーナーリポーターはどちらか一方が系列局から派遣される。
2013年4月8日放送は両国国技館で開かれたWBCトリプル世界戦のうち、山中慎介 vs マルコム・ツニャカオのWBC世界バンタム級タイトルマッチを『人生が変わる1分間の深イイ話』とのコラボとして生中継を行った。一方、五十嵐俊幸 VS 八重樫東のフライ級、ガマリエル・ディアス VS 三浦隆司のスーパーフェザー級各タイトルマッチについては地上波では『ボクシング世界戦The REAL』のタイトルで深夜録画、G+にて『ワールドプレミアムボクシング17』のタイトルで生中継を行った。
現在は、2018年3月1日のルイス・ネリ対山中慎介のWBC世界バンタム級タイトルマッチ以来、地上波では生中継されていない。
2021年9月11日深夜（12日未明）に中谷潤人対アンヘル・アコスタのWBO世界フライ級タイトルマッチが放送されたが、関東ローカルの録画中継であり、『ワールドプレミアムボクシング』としての放送ではなかった（生中継はWOWOWプライム及びWOWOWオンデマンド）。この試合を最後に日本テレビ地上波でのボクシング中継は組まれていない。
さらに2023年3月を以てG+での『ダイナミックグローブスペシャル』も終了し、代わってU-NEXTに放映権が移り『DYNAMIC GLOVE on U-NEXT（旧：WHO'S NEXT DYNAMIC GLOVE on U-NEXT）』にリニューアルされたため、日本テレビは衛星も含めてボクシング中継から事実上撤退したことになる（ただし、番組制作は引き続き関連会社のAX-ONが請け負い、実況も日本テレビアナウンサーが担当）。
現在、帝拳プロモーションが関与する世界戦は主にAmazon Prime Videoにて独占配信されている（番組制作はフジテレビに委託しており、実況も同局アナウンサーが担当しているが、2024年より委託先がAX-ONに変わり当番組の実況だった鈴木健・中野謙吾を含む日本テレビアナウンサーが実況）。

## 出演者

### 解説者
- ファイティング原田
- 浜田剛史
- セレス小林
- 飯田覚士

### 実況アナウンサー
- 鈴木健
- 田中毅
- 中野謙吾
- 上重聡

### ゲスト
- 上田晋也（くりぃむしちゅー、『Going!Sports&News』MC）：裏番組や他の仕事と重ならない限り出演

## 備考
- 2008年1月の長谷川穂積対シモーネ・マルドロット戦では、スーパースローカメラを初めてリングサイドに配置[1]。2009年12月の長谷川対アルバロ・ペレス戦では1秒間に1,400齣を撮れるウルトラスーパースローカメラを使用[2]。2010年11月の長谷川対ファン・カルロス・ブルゴス戦およびビタリ・タイベルト対粟生隆寛戦は、試合を地上波中継する日本テレビの協力で、スカパー! の専門チャンネルが3Dで生中継。これはボクシングのテレビ中継では日本初となった。3Dカメラを4台使い（うち1台はクレーンカメラ）、約300人のスタッフが撮影にあたった。ただし3Dで視聴するには3Dテレビの用意が必要だった[2]。同時にワーナー・マイカル・シネマズ（茨木および港北ニュータウン）では3Dライブビューイングが開催された[3]。
- 2013年8月12日放送の「W世界戦」（大田区総合体育館）のうち、山中慎介対ホセ・ニエベス戦では、この両者のどちらが優勢かを視聴者にTwitterのハッシュタグを使って投票してもらう「視聴者Twitterジャッジ」を行う（「#王者山中」か「#挑戦者ニエベス」のいずれかを本文に記載した上でツイートしてもらう）と発表した[4]。しかし、その試合で1ラウンド目の投票を受け付ける前に、山中がノックアウトにより勝利したため、事実上この企画が頓挫してしまった。またTwitterの番組アカウント（@ntvboxing）をフォローし、かつこのジャッジに参加した視聴者には抽選で山中選手の関連グッズや東京ドームホテル宿泊券のプレゼントをするとしたが、このジャッジが開催されなかったため、フォローした視聴者全員からの抽選に変更された[5]。